# Alleanze Operaie
Le Alleanze Operaie (Alianzas Obreras, AO) furono raggruppamenti politico-sindacali spagnoli sorti prima della Guerra Civile Spagnola. Essi furono il primo tentativo da parte dei partiti della sinistra rivoluzionaria di costituire un fronte unico durante la Seconda Repubblica Spagnola sotto il governo di centro-destra a cui partecipa la CEDA. Le AO furono dominate dagli anarchici e da formazioni della sinistra rivoluzionaria come la Sinistra Comunista di Spagna di Andrés Nin, ma anche il Partito Comunista di Spagna, dopo molti tentennamenti dovuti al profondo legame che lo univa all'Unione Sovietica, che giudicava queste alleanze come avventuriste, ne fece parte.
Le AO non ebbero grande seguito, a causa delle profonde divisioni ideologiche, tranne che nelle Asturie. Create nel 1933, ebbero un ruolo centrale nell'organizzare la rivolta dei minatori nel 1934. La sollevazione, in seguito denominata Rivoluzione delle Asturie, venne duramente repressa dal governo con migliaia di morti ed oltre 40 000 arresti.